# Die Schwalbe
Die Schwalbe (en français : L'Hirondelle) est une association allemande de compositeurs de problèmes d'échecs fondée le 10 février 1924 à Essen et installée aujourd'hui à Munich. C'est aussi le titre de la revue bimestrielle publiée par cette association depuis août 1924.